# Apostolski egzarhat za grkokatolike u Srbiji i Crnoj Gori
Grkokatolička eparhija sv. Nikole - Ruski Krstur (lat. Eparchia Sancti Nicolai de Ruski Krstur) je eparhija za grkokatolike u Srbiji. Uzdignuta je na razinu eparhije (biskupije) 6. prosinca 2018., a osnovana je 28. kolovoza 2003. kao egzarhat. Prije osnivanja egzarhata potom eparhije grkokatolici u Srbiji i Crnoj Gori bili su pod jurisdikcijom Križevačke eparhije. Biskup je Đura Džudžar (rusn.  Дюра Джуджар), a parohijska crkva sv. Nikole u Ruskom Krsturu postaje Saborna crkva (katedrala). Eparhija obuhvaća 16 aktivnih parohija s oko 22-25 tisuća vjernika, po narodnosti uglavnom Rusina, Ukrajinaca i ponešto Rumunja.